# Heteromala rougeoti
Heteromala rougeoti là một loài bướm đêm trong họ Noctuidae.